# Солонешное (аэродром)
Солонешное — аэродром местного значения, расположенный Солонешенском районе Алтайского края, в юго-западной части села Солонешное, административно является его частью.
Основан в начале 1950-х годов.

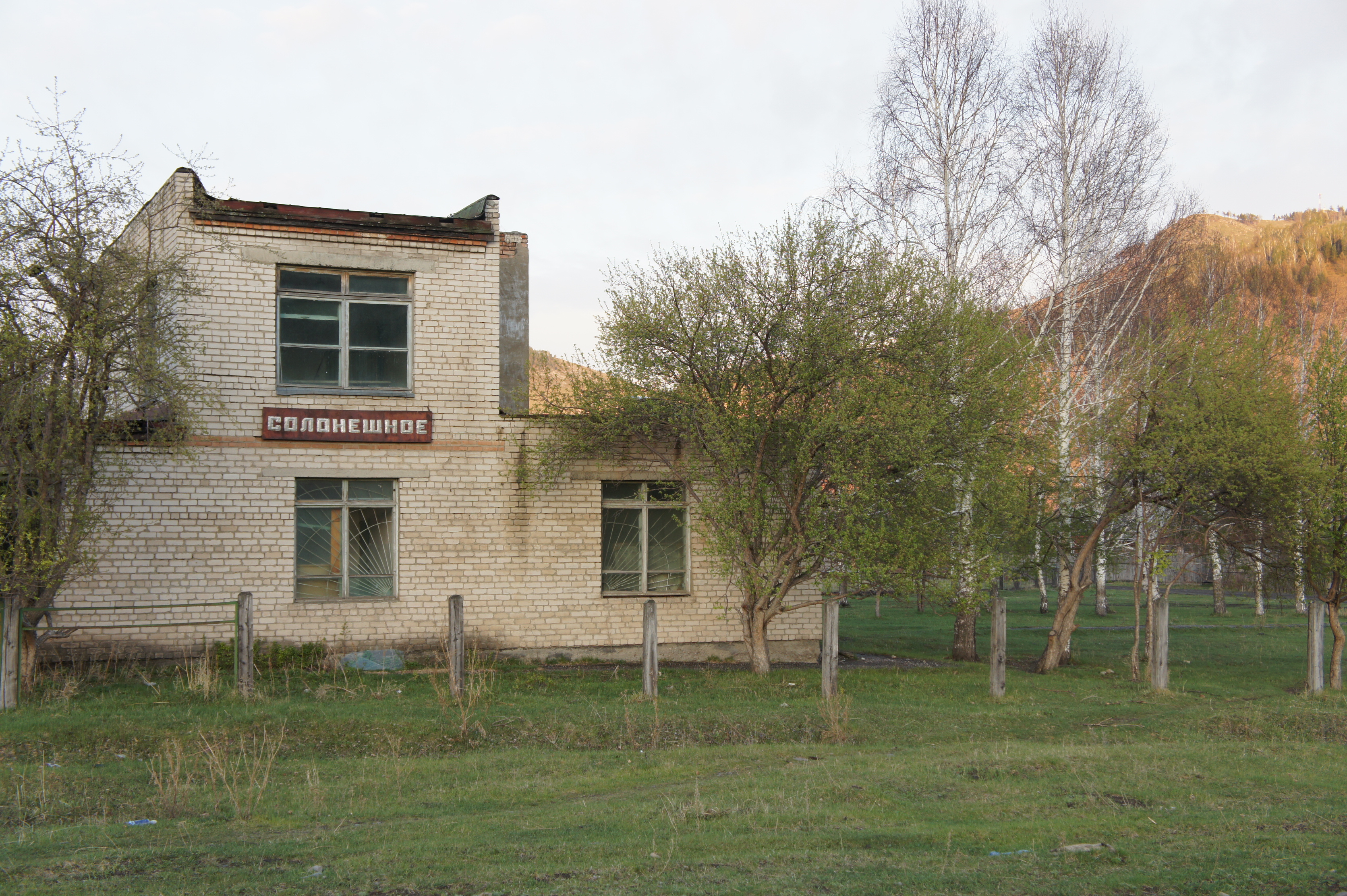
Здание аэровокзала

Аэродром обслуживал регулярные пассажирские и почтовые авиарейсы Солонешное-Барнаул и Солонешное-Бийск, выполняемые самолетами Ан-2.

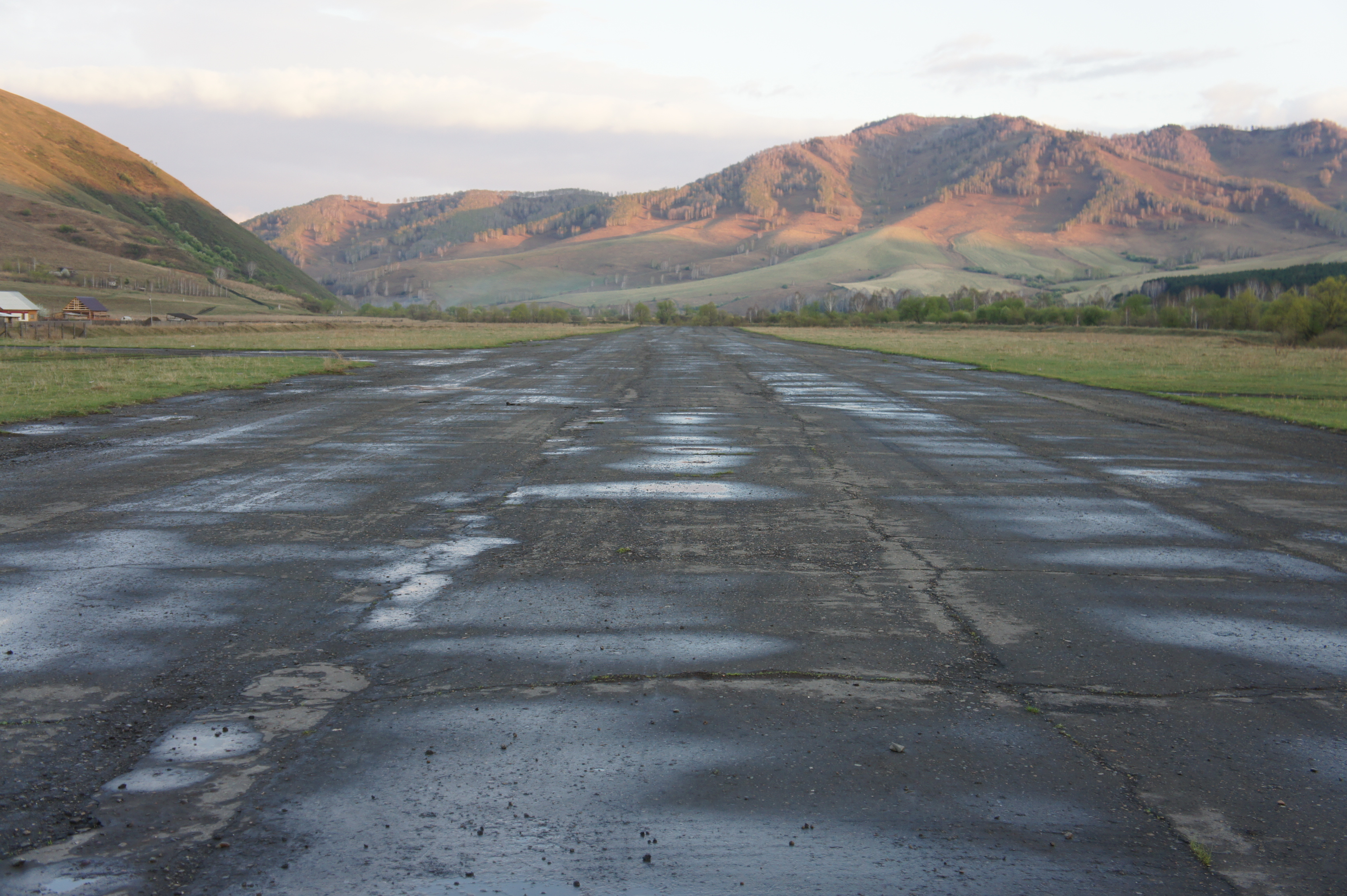
Взлетно-посадочная полоса

В 1987 году построена асфальтобетонная взлетно-посадочная полоса длиной 800 метров, которая в перспективе позволяла принимать воздушные суда третьего класса (Ан-24, Як-40).
С 1994 года регулярное авиасообщение прекратилось.
Аэродром эпизодически используется медицинской авиацией, МЧС.